# Silver Star (onderscheiding)
De Silver Star is de derde hoogste onderscheiding in het Amerikaanse leger. Deze medaille kan worden toegekend aan iedere militair die dient in de Landmacht (US Army), de Zeemacht (Navy), de Luchtmacht (Air Force), de Kustwacht (Coast Guard) en het Korps Mariniers (Marine Corps). De medaille staat voor extreme heldendaden en moed in tijde van oorlog met gevaar voor eigen leven, meer dan dat de dienst vergt. Het werd voor het eerst uitgereikt in 1932 en jaarlijks krijgen vele Amerikaanse militairen deze onderscheiding, mede door de oorlog in Irak en Afghanistan. De onderscheiding wordt uitgereikt voor getoonde moed, en daden die niet uitzonderlijk genoeg zijn voor het Navy Cross, Air Force Cross of Distinguished Service Cross.
Het dragen van Amerikaanse onderscheidingen die niet door de President, het Congres of een Legercommandant zijn uitgereikt is een strafbaar feit in de Verenigde Staten en er staan celstraffen van één jaar op zowel productie en verkoop. Poging tot verkoop en het dragen van een 'valse' medaille is strafbaar. Het lintje van de Silver Star is blauw aan de randen met een dunne witte streep ertussen en een witte streep met in het midden een rode verticale streep, de medaille zelf is van goud, met een kleinere ster in het midden omringd door twee graanhalmen.
De Silver Star is de opvolger van de kleine zilveren ster die in 1918 op de Overwinningsmedaille van de Verenigde Staten mocht worden gedragen door militairen van het leger die in een dagorder waren vermeld. Deze ster heette de "Silver Citation Star".
De Marine kende dezelfde kleine ster maar marinepersoneel werd in 1932 niet in de gelegenheid gesteld om deze ster, eveneens "Silver Citation Star" geheten, in te ruilen voor een Silver Star.

## Bekende dragers
- Richard Bong, piloot en Medal of Honor ontvanger
- Wesley Clark, generaal en Supreme Allied Commander van de NAVO
- Jimmy Doolittle, luchtvaartpionier en generaal. Medal of Honor ontvanger
- David Hackworth, kolonel en recordhouder van de Silver Star. Koreaanse Oorlog: 3x, Vietnamoorlog: 7x[2]
- Lyndon B. Johnson, 36e president van de Verenigde Staten
- John Kerry, senator en presidentskandidaat
- George Marshall, vijf-sterren-generaal en ontvanger van de Nobelprijs voor de Vrede
- Oliver North, Iran-Contra-affaire
- Norman Schwarzkopf, viersterrengeneraal en commandant van de geallieerde strijdkrachten tijdens de Golfoorlog (1990-1991)
- Nico Tack, Nederlands generaal-majoor en Koreaganger
- Chuck Yeager, testpiloot en de eerste door de geluidsbarrière vloog